# Myrmarachne brevis
Myrmarachne brevis là một loài nhện trong họ Salticidae.
Loài này thuộc chi Myrmarachne. Myrmarachne brevis được Xiao miêu tả năm 2002.